# Comtat de Chester (Carolina del Sud)
Chester és un comtat a l'estat nord-americà de Carolina del Sud . Segons el cens del 2020, tenia 32.294 habitants. La seu del comtat és Chester . El comtat de Chester està inclòs a l'àrea estadística metropolitana de Charlotte - Concord - Gastonia, NC-SC.

## Geografia
Segons l'Oficina del Cens el comtat té una superfície de 586.16 milles quadrades (1,518.1 km2), de les quals 580.66 milles quadrades (1,503.9 km2)  son terra ferma i 5.50 milles quadrades (14.2 km2)   (0,94%) son cobertes per les aigües.

### Comtats adjacents
- Comtat de York - nord
- Comtat de Lancaster - est
- Comtat de Fairfield - sud
- Comtat de Union - oest

### Entitats de població
Ciutat
- Chester (seu del comtat i comunitat més gran)

Towns
- Fort Lawn
- Great Falls
- Lowrys
- Richburg

Llocs designats pel cens
- Eureka Mill
- Gayle Mill

Comunitats no incorporades
- Blackstock
- Edgemoor
- Lando
- Leeds
- Sandy River
- Wilksburg

## Demografia

### Cens del 2020
| Raça                           | Hab.   | Perc.  |
| ------------------------------ | ------ | ------ |
| Blanc (no hispà)               | 18.591 | 57,57% |
| Negre o afroamericà (no hispà) | 11.287 | 34,95% |
| Nadiu americà                  | 145    | 0,45%  |
| Asiàtic                        | 146    | 0,45%  |
| Illenc del Pacífic             | 14     | 0,04%  |
| Altres/mixtes                  | 1.316  | 4,08%  |
| Hispà o llatí                  | 795    | 2,46%  |

Segons el cens del 2020 al comtat hi havia 32.294 habitants, 12.653 habitatges i 8.042 famílies.

### Cens del 2010
Al cens del 2010 al comtat hi havia 33.140 persones, 12.876 llars, i 9.073 famílies. La densitat de població era 57.1 habitants per milla quadrada (22.0/km2). Hi havia 14.701 habitatges amb una densitat mitjana de 22,0 habitatges/km² (57,1 hab/milla quadrada). El perfil racial del comtat era d'un 59,8% de blancs, un 37,4% de negres o afroamericans, un 0,4% d'indis americans, un 0,3% d'asiàtics, un 0,6% d'altres races i un 1,5% de dues o més races. Els d'origen hispà o llatí representaven l'1,4% de la població. Pel que fa a l'ascendència, el 19,9% eren americans, el 7,5% irlandesos, el 5,6% anglesos i el 5,1% alemanys.
Dels 12.876  habitatges en un 34,1% hi vivien menors de 18 anys, en un 44,5% hi vivien parelles casades, en un 19,8% dones solteres, en un 29,5% no eren famílies, i en un 25,9% per un sol ocupant. A cada habitatge hi vivien de mitjana 2,56 persones ascendint a  3,04 en el cas d'habitatges ocupats per famílies. La mitjana d'edat era de 40,3 anys.
La renda mediana de les llars del comtat era de 32.743 $ i la renda mediana familiar de 42.074 $. Els homes tenien una renda mediana de 39.008 $ mentre que la de les dones era de 27.701 $. La renda per capita del comtat era de 17.687 $. Un 18,6% de les famílies i el 21,4% de la població estaven per davall del llindar de pobresa, entre ells el 30,0% dels menors de 18 anys i el 18,0% dels 65 o més.

### Cens del 2000
Segons el cens del 2000 al comtat hi havia 34.068 persones, 12.880 llars i 9.338 famílies resultant una densitat era de 23 habitants/km² (59 hab./milla quadrada). Hi havia 14.374 habitatges amb una densitat mitjana de 9.7 hab./km² (25 hab./milla quadrada). El perfil   racial del comtat era d'un 59,93% blancs, un 38,65% negres o afroamericans, un 0,33% nadius americans, 0,28% d'asiàtics, un 0,01% d'illencs del Pacífic, un 0,25% d'altres races i un 0,55% de dues o més races. El 0,75% de la població era hispana o llatina de qualsevol raça.
Dels 12.880 habitatges en un 32,90% hi vivien menors de 18 anys, en un 48,80% hi vivien parelles casades, en un 18,60% dones solteres i en un 27,50% no eren unitats familiars. En el 24,20% dels habitatges hi vivien persones soles, de les quals el 9,90% eren persones de 65 anys o més. A cada habitatge hi vivien de mitjana 2,62 persones i ascendint a 3,11 en el cas d'habitatges ocupats per famílies.
Per edats la població es repartia en les següents classes etàries: el 26,90% eren menors de 18 anys, un 8,40% entre 18 i 24, un 28,20% entre 25 i 44, un 23,80% entre 45 i 60 i un 12,70% 65 anys o més. La mitjana d'edat era de 36 anys. Per cada 100 dones hi havia 92,50 homes. Per cada 100 dones de 18 o més anys hi havia 87,60 homes.
La renda mediana d'una llar del comtat era de 32.425 $ i la renda mediana d'una família de 38.087 $. Els homes tenien una renda mediana de 30.329 $ mentre que la de les dones era de 21.570 $. La renda per capita del comtat era de 14.709 $. Un 11,90% de les famílies i el 15,30% de la població estaven per davall del llindar de pobresa, incloent el 21,20% dels menors de 18 anys i el 14,90% dels de 65 o més.

## Eleccions presidencials
En les eleccions presidencials el comtat guanyava amb resultats pràctiacment unànimes cap al partit Demòcrata durant la primera meitat del segle XX. A les eleccions del 1952 es produeix un canvi sobtat en aquesta tendència mostrant-se una certa paritat entre els bàndols democrata o repúblicans. En les tres darreres eleccions (2016, 2020 i 2024) el comtat s'ha decantat majoritàriament sempre pel candidat Donald Trump.

## Economia
L'economia del comtat de Chester té una base industrial i agrícola amb grans àrees destinades a la producció de fusta. Al comtat hi ha diverses serradores i d'altres l'àrea propera al comtat. La propietat de terres forestals recau majoritàriament en famílies que les gestionen amb diversos usos. L'agricultura conforma un important segment de l'economia amb cultius com el cotó, el blat, la civada, el sègol, fenc, blat de moro, préssec, altres hortalisses, cacauets, soja i pacanes; i la ramaderia bovina i lletera.
El 2022 el PIB del comtat de Chester fou d'uns 1.400 milions de dòlars (uns 43.999 dòlars per càpita). En dòlars encadenats del 2017, el seu PIB real va ser d'1.100 milions de dòlars (uns 35.382 dòlars per càpita). Al llarg del 2022 al 2024, la taxa d'atur ha oscil·lat entre el 3,1% i el 5,6%.
A data de 2024 entre les empreses amb majors plantilles del comtat hi havia Chester County School District, E & J Gallo Winery, i Walmart.
| Sector                                                              | Nombre de treballadors | Percentatge (%) | Salari mitjà anual ($) |
| ------------------------------------------------------------------- | ---------------------- | --------------- | ---------------------- |
| HORECA                                                              | 570                    | 6,2             | 19,136                 |
| Serveis administratius i de suport i gestió i remediació de residus | 126                    | 1,4             | 35.048                 |
| Agricultura, silvicultura, pesca i caça                             | 111                    | 1,2             | 50.908                 |
| Construcció                                                         | 685                    | 7,5             | 63.908                 |
| Finances i assegurances                                             | 125                    | 1,4             | 50.076                 |
| Serveis sanitaris i d'assistència social                            | 781                    | 8,5             | 46.072                 |
| Manufactures                                                        | 3,449                  | 37,5            | 64.584                 |
| Altres serveis (llevat administracions públiques)                   | 180                    | 2,0             | 30,264                 |
| Serveis professionals, científics i tècnics                         | 211                    | 2,3             | 103.532                |
| Administració pública                                               | 652                    | 7,1             | 46.748                 |
| Immobiliària i Lloguer i Lísing                                     | 16                     | 0.2             | 41.704                 |
| Comerç al detall                                                    | 875                    | 9,5             | 26,520                 |
| Transport i emmagatzematge                                          | 369                    | 4,0             | 53.300                 |
| Empreses d'interès públic                                           | 120                    | 1,3             | 74.048                 |
| Majoristes                                                          | 921                    | 10,0            | 67.392                 |
| Total                                                               | 9.191                  | 100,0%          | 54.620                 |

## Història
El 2021 el xèrif del comtat de Chester, Alex Underwood, fou declarat culpable de conspiració, frau electrònic, privació de drets i robatori de programes federals, i va ser condemnat a un any de presó.

## Persones notables
John Adair, (1757–1840), nascut al comtat de Chester (encara que en aquell moment es creia que formava part del comtat d'Anson, Carolina del Nord ), esdevingué membre de la Cambra de Representants i del Senat, i fou el vuitè governador de Kentucky